# Miroslav Machotka
 Miroslav Machotka (22. května 1946, Roudnice nad Labem) je český fotograf.

## Život
V roce 1964 vystudoval střední všeobecně vzdělávací školu v Roudnici nad Labem a v roce 1969 absolvoval elektrotechnickou fakultu ČVUT. Za studií byl členem Vysokoškolského fotoklubu na Strahově. 
Od roku 1970 pracoval v České televizi.
Věnuje se statické, nemanipulované fotografii městského prostředí, v níž shrnuje zisky minimalismu, landartu, arte povera a konceptualismu.

## Výstavy

### Samostatné výstavy;
- 1974 Divadlo v Nerudovce, Praha
- 1979 Funkův kabinet, Brno
- 1982 Galerie v podloubí, Olomouc
- 1986 Galerie FMA, Vratislav
- 1986 Výstavní síň Fotochema, Praha
- 1990 Malá výstavní síň, Liberec
- 1990 Malá galerie České spořitelny, Kladno
- 1991 Dům umění města Brna, Brno, spolu s Jaroslavem Benešem
- 1992 Kulturní středisko ČSFR, Berlín, Německo
- 1994 Galerie G4 , Cheb, spolu s Jaroslavem Benešem
- 1995 Pražský dům fotografie
- 1998 České centrum, Bratislava, Slovensko
- 2000 Galerie moderního umění, Roudnice nad Labem
- 2000 Moravská galerie v Brně
- 2005 Malá výstavní síň, Liberec
- 2007 Malá galerie České spořitelny, Kladno
- 2010 Fotograf studio, Praha, Školská 28, 7. květen - 4. červen 2010
- 2010 Galerie moderního umění, Roudnice nad Labem
- 2010 Galerie Františka Drtikola, Příbram
- 2011 Galerie „Pusta“, Vratislav
- 2012 Jaroslav Beneš / Miroslav Machotka, Hornický skanzen Mayrau, Vinařice, 15. duben 2012 - 17. červen 2012,
- 2014 Miroslav Machotka: Události míst"
- 2015 "Retrospektiva", Praha, Leica Gallery
- 2017 Fotografie Jaroslav Beneš a Miroslav Machotka, Rabasova galerie, Rakovník
- 2017 Miroslav Machotka, Galerie 34, Brno
- 2017 Miroslav Machotka – Po vrstvách, Dům Gustava Mahlera, Jihlava
- 2023 Konstelace, Praha, Ateliér Josefa Sudka, kurátor: Petr Vaňous, 14. duben - 20. květen 2023[2]
- 2023 Chvíle míst, Kabinet fotografie, Kladno, 1. června - 10. září 2023[3]

### Účast na skupinových výstavách (výběr)
- 1972 Fotografia academica, Pardubice
- 1973 Československá fotografie 1971 – 72, Moravská galerie v Brně
- 1978 Malé formáty, Varšava
- 1982 Aktuální fotografie, Moravská galerie v Brně
- 1982 Bienále internationale di Fotografia, Caserta
- 1983 R.I.P. Arles, audiovizuální pořad, Arles
- 1985 Současná česká fotografie, Tokio
- 1985 27 současných československých fotografů, The Photographes´ Gallery Londýn
- 1986 Elementární fotografie, Štětín
- 1987 Město, Dům umění Brno
- 1988 Česká fotografie, Plovdiv
- 1988 Čeští fotografové, Toulouse, Paříž
- 1988 3. mezinárodní výstava miniaturního umění, Toronto
- 1989 7 + 7 (česká a polská fotografie), Wroclav
- 1989 150 let české fotografie, Praha
- 1989 Cesty československé fotografie, Praha
- 1990 5. mezinárodní výstava miniaturního umění, Toronto
- 1990 Choise, Fotofest, Houston
- 1991 Současná čs.fotografie a um.sklo, Kunsthaus, Hamburg
- 1991 Nové prostory fotografie, Wroclav
- 1992 What´s New Prague, The Art Institute of Chicago
- 1993 Peron 5, Polské kulturní středisko, Praha
- 1994 Po sametové revoluci – Současná čs.fotografie, Perth
- 1994 Česká fotografie, Zvolen
- 1995 Doznawanie obrazu, Klodsko
- 1996 Česká fotografie, Peking
- 1996 Funkeho Kolín, Regionální muzeum Kolín
- 1997 České sklo, grafika, fotografie, New York
- 1998 Česká fotografie, Benešov
- 1999 „My“ – 1948-1989, Moravská galerie Brno
- 2000 Společnost před objektivem, Obecní dům Praha
- 2001 Vidění kamene, Náchod
- 2001 Contemporary Czech Photography, Portland, Seattle
- 2002 Česká a slovenská fotografie 80. a 90. let, Olomouc, Bratislava
- 2004 Fotografie?, Klatovy, Brno
- 2005 Česká fotografie 20. století UMP, Galerie hlavního města Prahy, Praha
- 2007 Průzračný svět, Galerie moderního umění v Roudnici nad Labem
- 2007 Světlo a stín, Galerie moderního umění v Roudnici nad Labem
- 2007 Fotografie 70. let, Klatovy
- 2009 Mimo zónu, Langhans Galerie, Praha[4]
- 2010 Úniky a návraty, Moravská galerie v Brně

## Zastoupen ve sbírkách
- Uměleckoprůmyslové museum v Praze
- Národní muzeum fotografie, Jindřichův Hradec
- Moravská galerie v Brně
- Muzeum Sztuky, Lodž, Polsko
- Nichietsu, Tokio, Japonsko
- The Museum of Fine arts, Boston, Spojené státy americké
- Museum of Modern Arts, San Francisco, Spojené státy americké
- International Center of Photography, New York, Spojené státy americké
- Le Musée de l'Elysée, Lausanne, Švýcarsko

## Publikace
- DUFEK, Antonín. Miroslav Machotka : Fotografie / Photographs. Praha: KANT, 2015. 120 s. ISBN 978-80-7437-153-0. (česky, anglicky)

## Ocenění díla
- 1. cena v kategorii Fotografie, 3. Mezinárodní výstava miniaturního umění, 1988, Toronto, Kanada

## Galerie

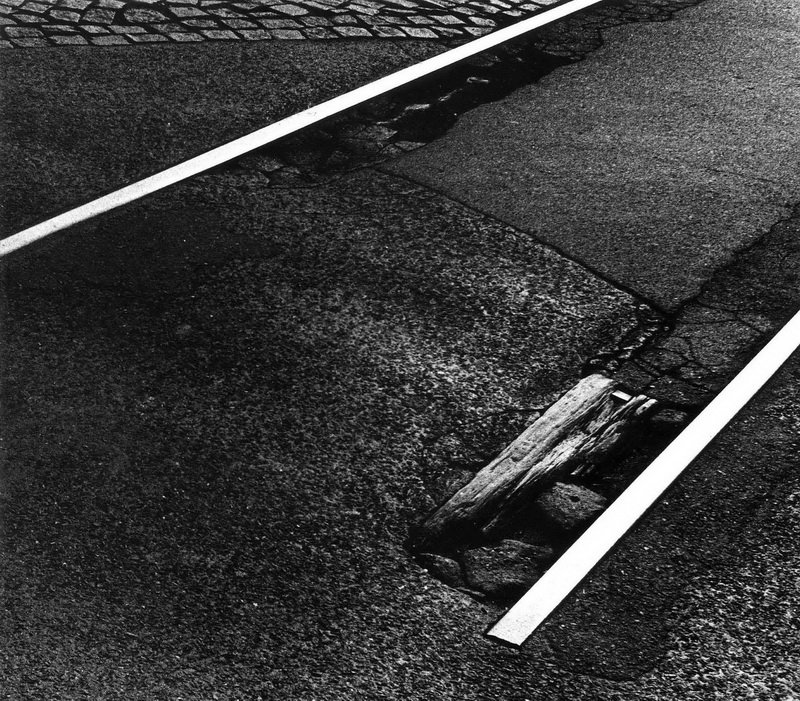
Bez názvu, 1981
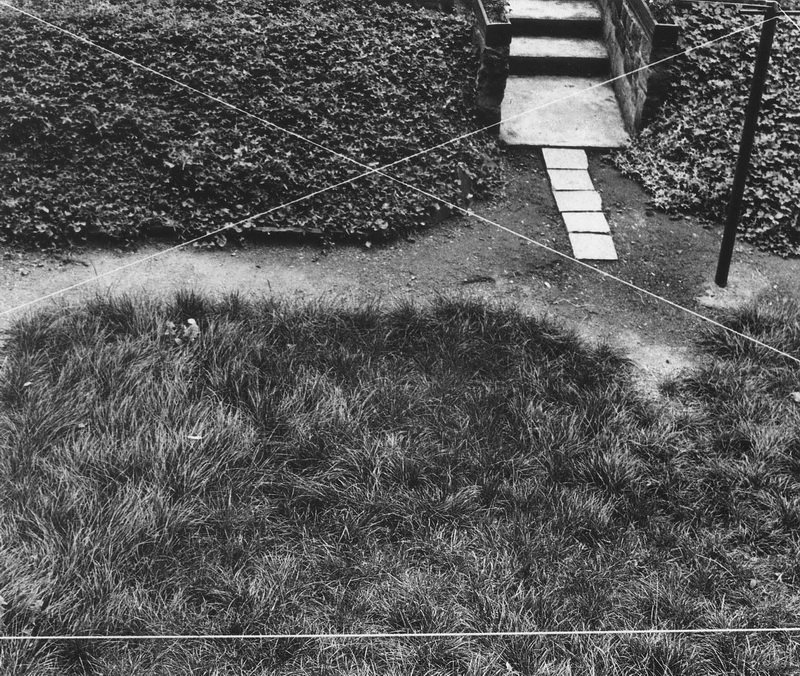
Bez názvu, 1982
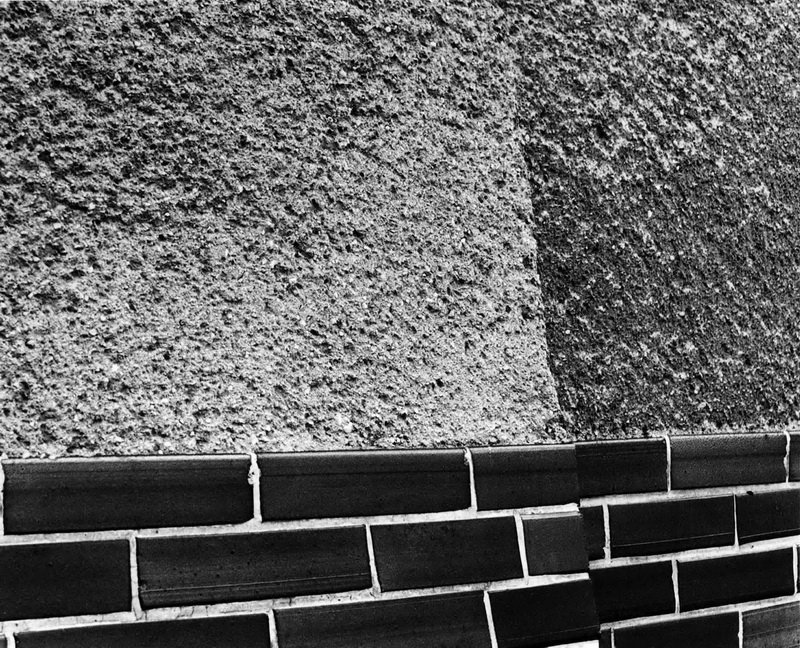
Bez názvu, 1984
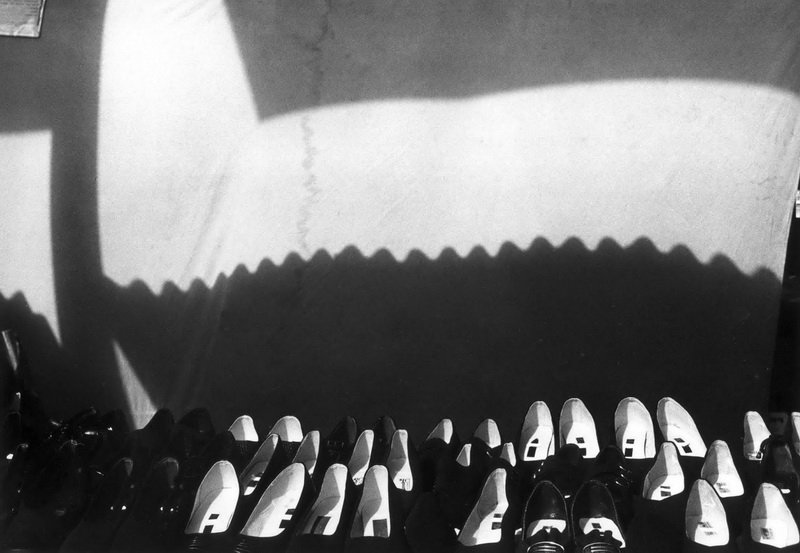
Bez názvu, 1995
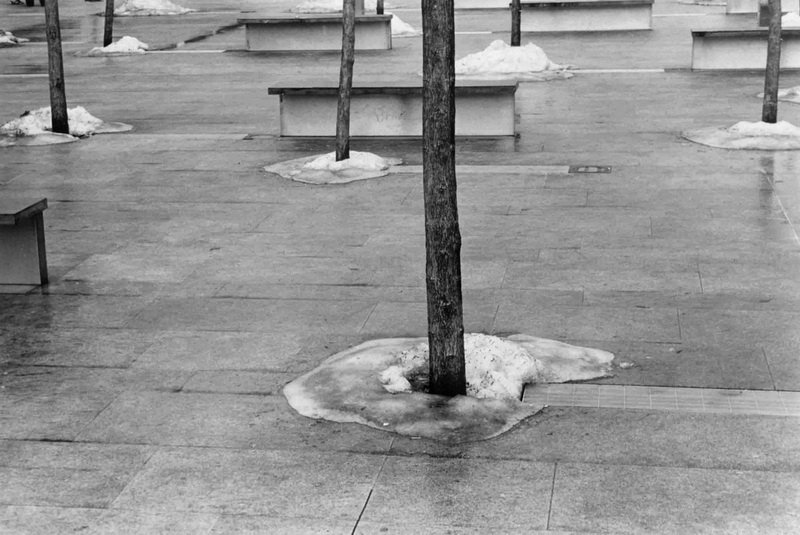
Bez názvu, 2006
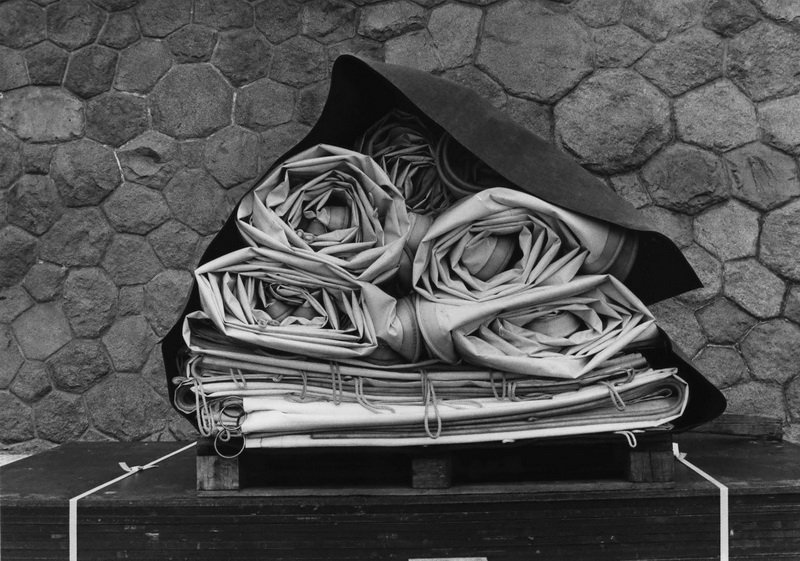
Bez názvu, 2010
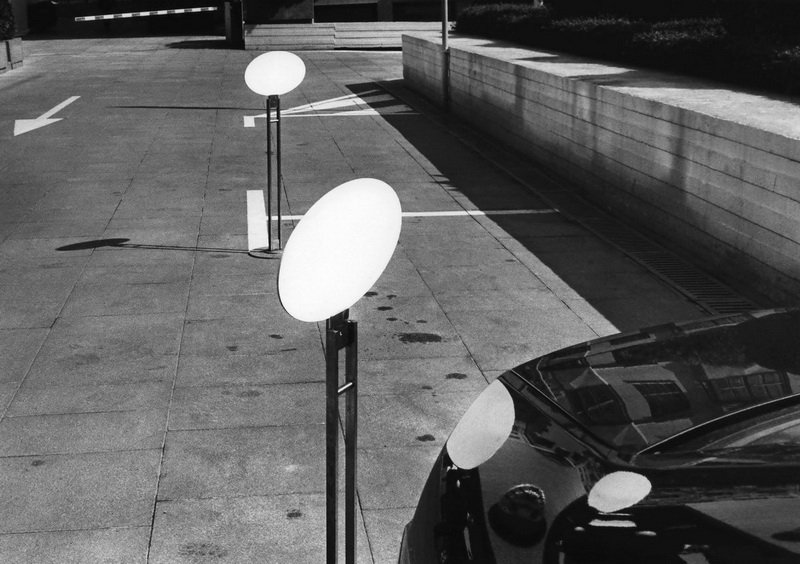
Bez názvu, 2010